# Goera sira
Goera sira is een schietmot uit de familie Goeridae.
De soort komt voor in het Oriëntaals gebied.